# NGC 2750
NGC 2750 este o galaxie spirală situată în constelația Racul. A fost descoperită în 11 martie 1785 de către William Herschel. Se află la o distanță de 8,9 megaparseci de Pământ.